# Emotion (album của Carly Rae Jepsen)
Emotion (cách điệu: E•MO•TION) là album phòng thu thứ ba của ca sĩ kiêm sáng tác nhạc người Canada Carly Rae Jepsen, phát hành ngày 24 tháng 6 năm 2015 bởi 604 Records, School Boy Records và Interscope Records. Với mong muốn thay đổi phong cách âm nhạc bubblegum pop của album phòng thu trước Kiss (2012), Jepsen tìm thấy nguồn cảm hứng từ âm nhạc thập niên 1980 và alternative. Emotion đánh dấu việc nữ ca sĩ tập trung kiểm soát sáng tạo hơn với âm nhạc của đĩa hát, trong đó cô hợp tác với một nhóm những cộng tác viên chính thống và độc lập, bao gồm Sia, Mattman & Robin, Dev Hynes, Ariel Rechtshaid, Rostam Batmanglij, Greg Kurstin và Peter Svensson của The Cardigans. Đây là một bản thu âm kết hợp nhiều phong cách khác nhau, như dance-pop, synth-pop và disco với nội dung đề cập đến tình yêu và sự lãng mạn, thể hiện sự khác biệt so với sự sôi nổi trong album trước và thay thế bằng những cảm xúc đen tối hơn, phức tạp hơn.
Sau khi phát hành, Emotion nhận được những phản ứng tích cực từ các nhà phê bình âm nhạc, trong đó họ gọi đây là một tác phẩm "pop hoàn hảo" về sự bắt tai, tính liên kết cao và quá trình sản xuất hiệu quả, mặc dù có nhiều ý kiến trái chiều xung quanh nội dung lời bài hát. Ngoài ra, album cũng lọt vào danh sách những album xuất sắc nhất năm và thập niên 2010 của nhiều ấn phẩm và tổ chức âm nhạc, bao gồm Billboard, Pitchfork và Rolling Stones. Tuy nhiên, album chỉ gặt hái những thành công ít ỏi về mặt thương mại, ra mắt ở vị trí thứ 16 trên bảng xếp hạng Billboard 200 với 16,153 đơn vị, trở thành đĩa hát thứ hai liên tiếp của Jepsen vươn đến top 20 tại đây. Tuy nhiên, Emotion đã trở thành tác phẩm thứ ba của nữ ca sĩ lọt vào top 10 ở Canada, và thậm chí còn bán chạy hơn ở Nhật Bản, ra mắt ở vị trí thứ tám với 12,189 bản và sau đó được chứng nhận Vàng bởi Hiệp hội Công nghiệp Ghi âm Nhật Bản (RIAJ) với số lượng tiêu thụ đạt 100,000 bản.
Ba đĩa đơn đã được phát hành từ Emotion, trong đó đĩa đơn đầu tiên "I Really Like You" lọt vào top 5 ở nhiều thị trường lớn như Nhật Bản và Vương quốc Anh, đồng thời vươn đến top 40 trên bảng xếp hạng Billboard Hot 100. Hai đĩa đơn còn lại "Run Away with Me" và "Your Type" chỉ gặt hái những thành công hạn chế, tuy nhiên tác phẩm trước đã nhận được sự quan tâm trong những năm tiếp theo như một meme Internet. Để quảng bá album, Jepsen thực hiện chuyến lưu diễn thứ hai trong sự nghiệp Gimmie Love Tour từ tháng 9 năm 2015 đến tháng 4 năm 2016, bên cạnh việc tham gia với tư cách nghệ sĩ mở màn cho Hedley trong chuyến lưu diễn của họ Hello World Tour. Kể từ khi phát hành, Emotion đóng vai trò quan trọng với việc thay đổi hướng phát triển của Jepsen như một "con cưng indie", thu hút một lượng lớn người theo dõi mới cho cô. Nữ ca sĩ còn phát hành EP Emotion: Side B (2016) để kỷ niệm một năm phát hành album với tám bài hát không được chọn cho dự án gốc.

## Danh sách bài hát
| Bản tiêu chuẩn   | Bản tiêu chuẩn                 | Bản tiêu chuẩn                                                                              | Bản tiêu chuẩn                                    | Bản tiêu chuẩn |
| STT              | Nhan đề                        | Sáng tác                                                                                    | Sản xuất                                          | Thời lượng     |
| ---------------- | ------------------------------ | ------------------------------------------------------------------------------------------- | ------------------------------------------------- | -------------- |
| 1.               | "Run Away with Me"             | Carly Rae Jepsen Mattias Larsson Robin Fredriksson Shellback Oscar Holter Jonnali Parmenius | Mattman & Robin Shellback Tim Blacksmith Danny D. | 4:11           |
| 2.               | "Emotion"                      | Jepsen Nate Campany Ben Romans Christopher J Baran                                          | CJ Baran Romans                                   | 3:17           |
| 3.               | "I Really Like You"            | Jepsen J Kash Peter Svensson                                                                | Svensson Jeff Halatrax                            | 3:24           |
| 4.               | "Gimmie Love"                  | Jepsen Larsson Fredriksson                                                                  | Mattman & Robin                                   | 3:22           |
| 5.               | "All That"                     | Jepsen Devonté Hynes Ariel Rechtshaid                                                       | Rechtshaid Hynes                                  | 4:38           |
| 6.               | "Boy Problems"                 | Jepsen Sia Furler Greg Kurstin Tavish Crowe                                                 | Kurstin                                           | 3:42           |
| 7.               | "Making the Most of the Night" | Furler Samuel Dixon Emre Ramazanoglu Danielle Haim Alana Haim Este Haim [a] [ 16 ] Jepsen   | The High Street                                   | 3:58           |
| 8.               | "Your Type"                    | Jepsen Rami Yacoub Carl Falk Wayne Hector Crowe                                             | Falk Yacoub                                       | 3:19           |
| 9.               | "Let's Get Lost"               | Jepsen Baran Romans                                                                         | Baran Romans                                      | 3:13           |
| 10.              | "LA Hallucinations"            | Zachary Gray Ajay Bhattacharyya Jepsen                                                      | Stint Gray                                        | 3:04           |
| 11.              | "Warm Blood"                   | Jepsen Rostam Batmanglij Tino Zolfo Joe Cruz                                                | Batmanglij                                        | 4:13           |
| 12.              | "When I Needed You"            | Jepsen Rechtshaid Daniel Nigro Nate Campany Crowe                                           | Rechtshaid Nigro [b]                              | 3:41           |
| Tổng thời lượng: | Tổng thời lượng:               | Tổng thời lượng:                                                                            | Tổng thời lượng:                                  | 44:02          |

| Bản cao cấp      | Bản cao cấp                        | Bản cao cấp                            | Bản cao cấp          | Bản cao cấp |
| STT              | Nhan đề                            | Sáng tác                               | Sản xuất             | Thời lượng  |
| ---------------- | ---------------------------------- | -------------------------------------- | -------------------- | ----------- |
| 13.              | "Black Heart"                      | Jepsen Greg Wells E. Kidd Bogart       | Wells                | 2:56        |
| 14.              | "I Didn't Just Come Here to Dance" | Jepsen Zolfo Cruz LULOU Wouter Janssen | LULOU Wouter Janssen | 3:39        |
| 15.              | "Favourite Colour"                 | Jepsen Larsson Fredriksson Crowe       | Mattman & Robin      | 3:29        |
| Tổng thời lượng: | Tổng thời lượng:                   | Tổng thời lượng:                       | Tổng thời lượng:     | 54:06       |

| Track bổ sung bản Target, cao cấp mở rộng và tại Nhật | Track bổ sung bản Target, cao cấp mở rộng và tại Nhật | Track bổ sung bản Target, cao cấp mở rộng và tại Nhật | Track bổ sung bản Target, cao cấp mở rộng và tại Nhật | Track bổ sung bản Target, cao cấp mở rộng và tại Nhật |
| STT                                                   | Nhan đề                                               | Sáng tác                                              | Sản xuất                                              | Thời lượng                                            |
| ----------------------------------------------------- | ----------------------------------------------------- | ----------------------------------------------------- | ----------------------------------------------------- | ----------------------------------------------------- |
| 16.                                                   | "Never Get to Hold You"                               | Jepsen Campany Kyle Shearer Crowe                     | Shearer                                               | 4:13                                                  |
| 17.                                                   | "Love Again"                                          | Jepsen Campany Baran Crowe                            | Baran                                                 | 3:35                                                  |
| Tổng thời lượng:                                      | Tổng thời lượng:                                      | Tổng thời lượng:                                      | Tổng thời lượng:                                      | 61:54                                                 |

| Track bổ sung tại Nhật | Track bổ sung tại Nhật                       | Track bổ sung tại Nhật | Track bổ sung tại Nhật       | Track bổ sung tại Nhật |
| STT                    | Nhan đề                                      | Sáng tác               | Sản xuất                     | Thời lượng             |
| ---------------------- | -------------------------------------------- | ---------------------- | ---------------------------- | ---------------------- |
| 18.                    | "I Really Like You" (Liam Keegan Radio Edit) | Jepsen Kash Svensson   | Svensson Halatrax Keegan [b] | 3:09                   |
| Tổng thời lượng:       | Tổng thời lượng:                             | Tổng thời lượng:       | Tổng thời lượng:             | 65:03                  |

| Bản cao cấp tại Nhật – DVD đi kèm | Bản cao cấp tại Nhật – DVD đi kèm                        | Bản cao cấp tại Nhật – DVD đi kèm |
| STT                               | Nhan đề                                                  | Thời lượng                        |
| --------------------------------- | -------------------------------------------------------- | --------------------------------- |
| 1.                                | "I Really Like You" (video ca nhạc)                      | 3:30                              |
| 2.                                | "I Really Like You" (hậu trường)                         | 4:23                              |
| 3.                                | "Quá trình thực hiện E•MO•TION" (phim chiếu mạng phần 1) | 0:52                              |
| 4.                                | "E•MO•TION – International EPK"                          | 9:23                              |

Ghi chú
- ^[a]  Mặc dù được đề cập như 'The Trinity', tên những thành viên của ban nhạc Haim là những cái tên đằng sau bút danh.
- ^[b]  nghĩa là hỗ trợ sản xuất

## Xếp hạng
| Bảng xếp hạng (2015)                    | Vị trí cao nhất |
| --------------------------------------- | --------------- |
| Album Úc (ARIA)                         | 37              |
| Album Bỉ (Ultratop Flanders)            | 59              |
| Album Bỉ (Ultratop Wallonia)            | 54              |
| Album Canada (Billboard)                | 8               |
| Album Hà Lan (MegaCharts)               | 68              |
| Album Đức (Offizielle Top 100)          | 73              |
| Album Ireland (IRMA)                    | 29              |
| Album Nhật Bản (Oricon)                 | 8               |
| Album New Zealand (Recorded Music NZ)   | 35              |
| Album Hàn Quốc (Gaon)                   | 65              |
| Album Tây Ban Nha (PROMUSICAE)          | 45              |
| Album Thụy Sĩ (Schweizer Hitparade)     | 93              |
| Album Anh Quốc (OCC)                    | 21              |
| Album Hoa Kỳ Billboard 200              | 16              |
| Album Hoa Kỳ Top Tastemaker (Billboard) | 3               |

| Bảng xếp hạng (2015)    | Vị trí |
| ----------------------- | ------ |
| Album Nhật Bản (Oricon) | 55     |

## Chứng nhận
| Quốc gia                                  | Chứng nhận | Số đơn vị/doanh số chứng nhận |
| ----------------------------------------- | ---------- | ----------------------------- |
| Nhật Bản (RIAJ)                           | Vàng       | 100.000^                      |
| ^ Chứng nhận dựa theo doanh số nhập hàng. |            |                               |

## Lịch sử phát hành
| Khu vực  | Ngày             | Phiên bản                 | Định dạng             | Hãng đĩa                            | Nguồn                              |
| -------- | ---------------- | ------------------------- | --------------------- | ----------------------------------- | ---------------------------------- |
| Nhật Bản | 24 tháng 6, 2015 | Tiêu chuẩn cao cấp        | CD tải kĩ thuật số LP | 604 School Boy Interscope Universal | [ 8 ]                              |
| Toàn cầu | 21 tháng 8, 2015 | Tiêu chuẩn cao cấp        | CD tải kĩ thuật số LP | 604 School Boy Interscope Universal | [ 32 ] [ 17 ] [ 33 ] [ 34 ] [ 35 ] |
| Hoa Kỳ   | 21 tháng 8, 2015 | Tiêu chuẩn cao cấp Target | CD LP                 | 604 School Boy Interscope Universal | [ 18 ]                             |
| Châu Âu  | 18 tháng 9, 2015 | Tiêu chuẩn cao cấp        | CD Tải kĩ thuật số LP | 604 School Boy Interscope Universal | [ 36 ] [ 37 ]                      |
| Nhiều    | 21 tháng 8, 2020 | Tải kĩ thuật số streaming | Cao cấp mở rộng       | 604 School Boy Interscope Universal | [ 38 ]                             |